# Arcidiocesi di Maronea
L'arcidiocesi di Maronea (in latino: Archidioecesis Maronea) è una sede soppressa e sede titolare della Chiesa cattolica.

## Storia
Maronea, corrispondente alla città greca di Maronia, è un'antica sede arcivescovile autocefala della provincia romana di Rodope nella diocesi civile di Tracia e nel patriarcato di Costantinopoli.
Sono otto i vescovi documentati di questa sede nel primo millennio cristiano. Alessandro fu tra i firmatari degli atti del concilio di Sardica. Timoteo è menzionato da Palladio di Galazia come sostenitore di san Giovanni Crisostomo. Il vescovo Docimasio è documentato in quattro occasioni: prese parte al concilio di Efeso nel 431, al cosiddetto "brigantaggio" di Efeso del 449, e al concilio di Calcedonia nel 451; e nel 459 sottoscrisse la lettera sinodale di Gennadio I contro i simoniaci. Innocenzo partecipò nel 533 alla disputa tra ortodossi e monofisiti severiani a Costantinopoli. Giovanni intervenne al secondo concilio di Costantinopoli nel 553. L'iscrizione di un monastero di Eno menziona due vescovi di Maronea, Filippo e Innocenzo, vissuti nella prima metà dell'VIII secolo. Infine Niceta assistette al concilio di Costantinopoli dell'879-880 che riabilitò il patriarca Fozio di Costantinopoli.
Dal XIV secolo Maronea è annoverata tra le sedi arcivescovili titolari della Chiesa cattolica; la sede è vacante dal 29 novembre 1984.
Nell'Ottocento si incontrano, negli atti della Santa Sede, due sedi titolari simili, Maronia (Maroniensis) e Maronea (de Maronea), in riferimento alla medesima antica diocesi.

## Cronotassi

### Arcivescovi greci
- Alessandro † (menzionato nel 344)
- Timoteo † (menzionato nel 405 circa)
- Docimasio † (prima del 431 - dopo il 459)
- Innocenzo † (menzionato nel 533)
- Giovanni † (menzionato nel 553)
- Filippo † (menzionato nel 713/714)[2]
- Innocenzo ? † (? - circa 755/756)[3]
- Niceta † (menzionato nell'879)[4]
- Basilio † (menzionato nel 1029)[5]
- Teofilo † (XI secolo)[6]
- Leone † (XI secolo)[7]
- Teodoro † (XI secolo)[8]
- Teodolo † (menzionato nel 1079)[9]
- Niceta † (menzionato nel 1166)[10]
- Anonimo † (menzionato nel 1170)[11]

### Vescovi titolari
- Ludwig, O.E.S.A. † (1317 - 30 aprile 1323 deceduto)
- Carlo † (menzionato il 10 ottobre 1325)
- Álvaro Ferdinando de Parade † (28 giugno 1493 - ?)
- Rodrigo Fuentes, O.S.B. † (17 febbraio 1508 - ?)
- Jacinto Minuarte † (8 agosto 1639 - 31 agosto 1658 deceduto)
- José Barbera † (5 settembre 1661 - ? deceduto)
- José Mora † (20 dicembre 1683 - ?)
- Dominik Sienieński † (15 novembre 1728 - 1743 deceduto[12])
- John MacHale † (8 marzo 1825 - 27 maggio 1834 succeduto vescovo di Killala)
  - Nicola Ferrarelli † (30 settembre 1831 - 1º febbraio 1836 nominato arcivescovo titolare di Mira)
  - Jean-Baptiste François Pompallier, S.M. † (13 maggio 1836 - 3 luglio 1860 nominato vescovo di Auckland)
- Karl Pooten † (23 febbraio 1844 - 31 agosto 1855 nominato arcivescovo di Antivari)
- Athanase Khouzan † (2 ottobre 1855 - 17 febbraio 1864 deceduto)
- Zaccaria Fanciulli, O.F.M.Cap. † (21 novembre 1871 - 4 novembre 1873 deceduto)
- John Ireland † (12 febbraio 1875 - 31 luglio 1884 succeduto vescovo di Saint Paul)
- Dominic Manucy † (10 febbraio 1885 - 4 dicembre 1885 deceduto)
- Filippo Perlo, I.M.C. † (15 luglio 1909 - 4 novembre 1948 deceduto)
- Franz Jáchym † (23 gennaio 1950 - 29 novembre 1984 deceduto)